# Fiestas de Nuestra Señora de la Salud

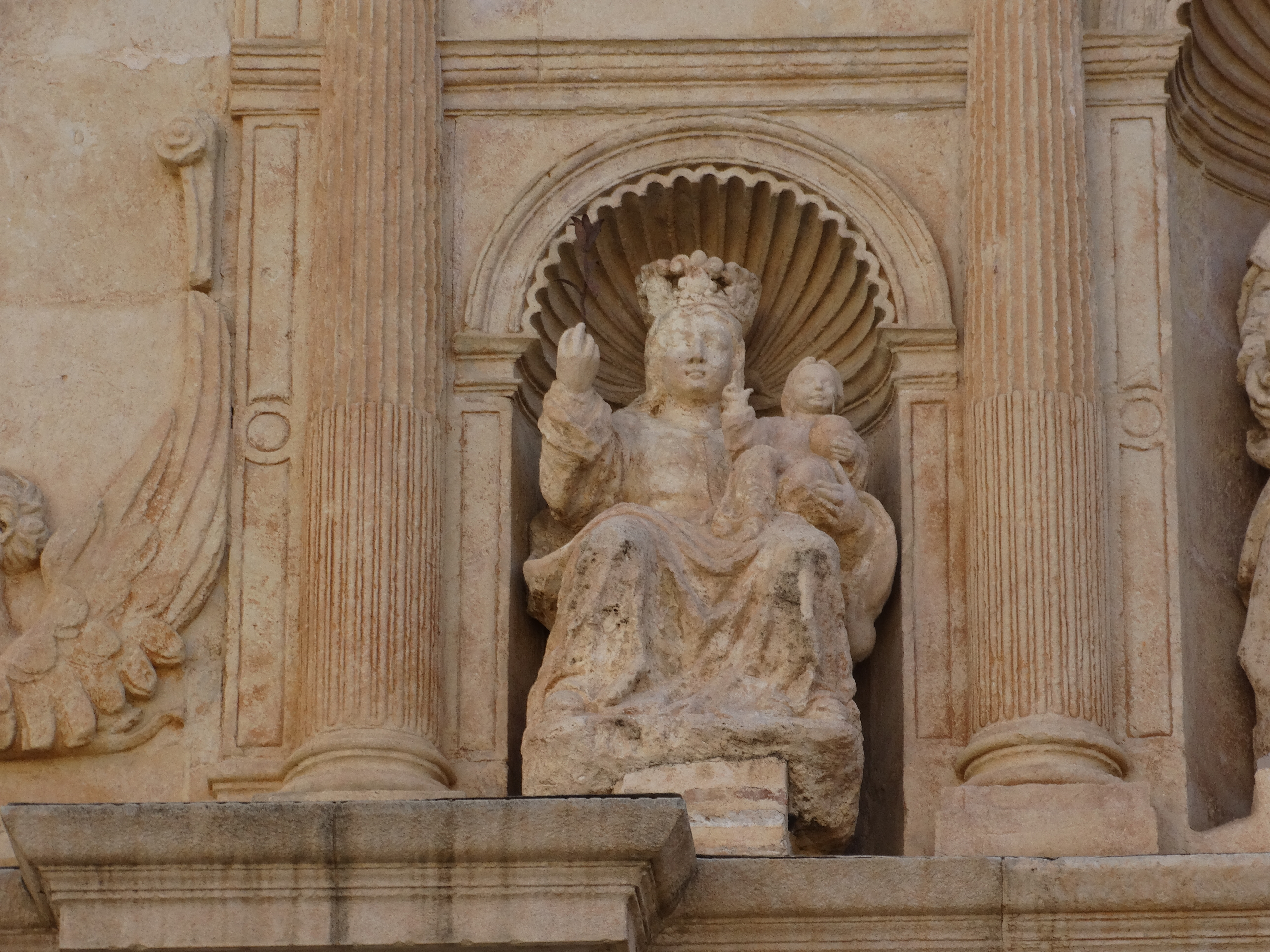
Escultura de Nuestra Señora de la Salud perteneciente a la portada renacentista de la Basílica Menor de San Jaime Apóstol,.

Las fiestas del aniversario del Hallazgo de Nuestra Señora de la Salud, o como son más conocidas, las Fiestas de Nuestra Señora de la Salud se celebran entre el 29 de agosto y el 8 de septiembre en Algemesí (Comunidad Valenciana) , destacando la trilogía de días 6, 7 y 8 de septiembre. Estas fiestas se celebran para conmemorar el hallazgo de la imagen de Nuestra Señora de la Salud en la partida de Berca en 1247. El día grande es el 8 de septiembre, el día en que la Iglesia celebra la natividad de la Virgen María.

## Historia de las fiestas

### Tradición oral
Según cuenta la leyenda, en el año 1247, en el sitio que hoy ocupa el pozo llamado de la Virgen de la Salud, en la huerta de la partida de Berca, había una morera hueca. En aquel sitio, un vecino de Algemesí observó que dentro de su tronco había la figura de una persona, y al acercarse vio que era una imagen de la Virgen María. Al observarla, se dio cuenta de que estaba sentada sobre un banco de madera, que sobre el muslo izquierdo tenía sentado al niño Jesús, y que en la mano derecha tenía cogido un lirio. Según dice la tradición, tres veces se la llevaron a la villa de Alcira, y otras tantas veces volvió a encontrarse en la morera, motivo por el cual la imagen se quedó en Algemesí.
En los primeros siglos tras el descubrimiento no se le dio ninguna advocación a la imagen, puesto que unos la llamaban la Madre de Dios y otros la Virgen de los Dolores, aunque pasado los siglos el pueblo decide darle una advocación concreta. Según cuenta la tradición tres sacerdotes discutieron cual sería el nombre de la advocación, debatiéndose entre "Nuestra Señora de la Consolación", "Nuestra Señora de la Asunción" y "Nuestra Señora de la Salud", pero como no se ponían de acuerdo decidieron que el azar eligiera por ellos, saliendo tres veces la advocación de "Nuestra Señora de la Salud". En la actualidad se recita aún una rima que hace mención a este acontecimiento:

| Tres vegades va insistir; mossén Frasquet, cabut; i tres vegades va sortir: Mare de Déu de la Salut![3] | Tres veces insistió; monseñor Frasquet, cabezón; y tres veces salió: Nuestra Señora de la Salud! |

La imagen que se venera en la localidad desde mediados del siglo XX es una réplica, ya que durante la Guerra Civil se destruyó la imagen original de la Virgen de la Salud, al igual que la capilla donde se encontraba.

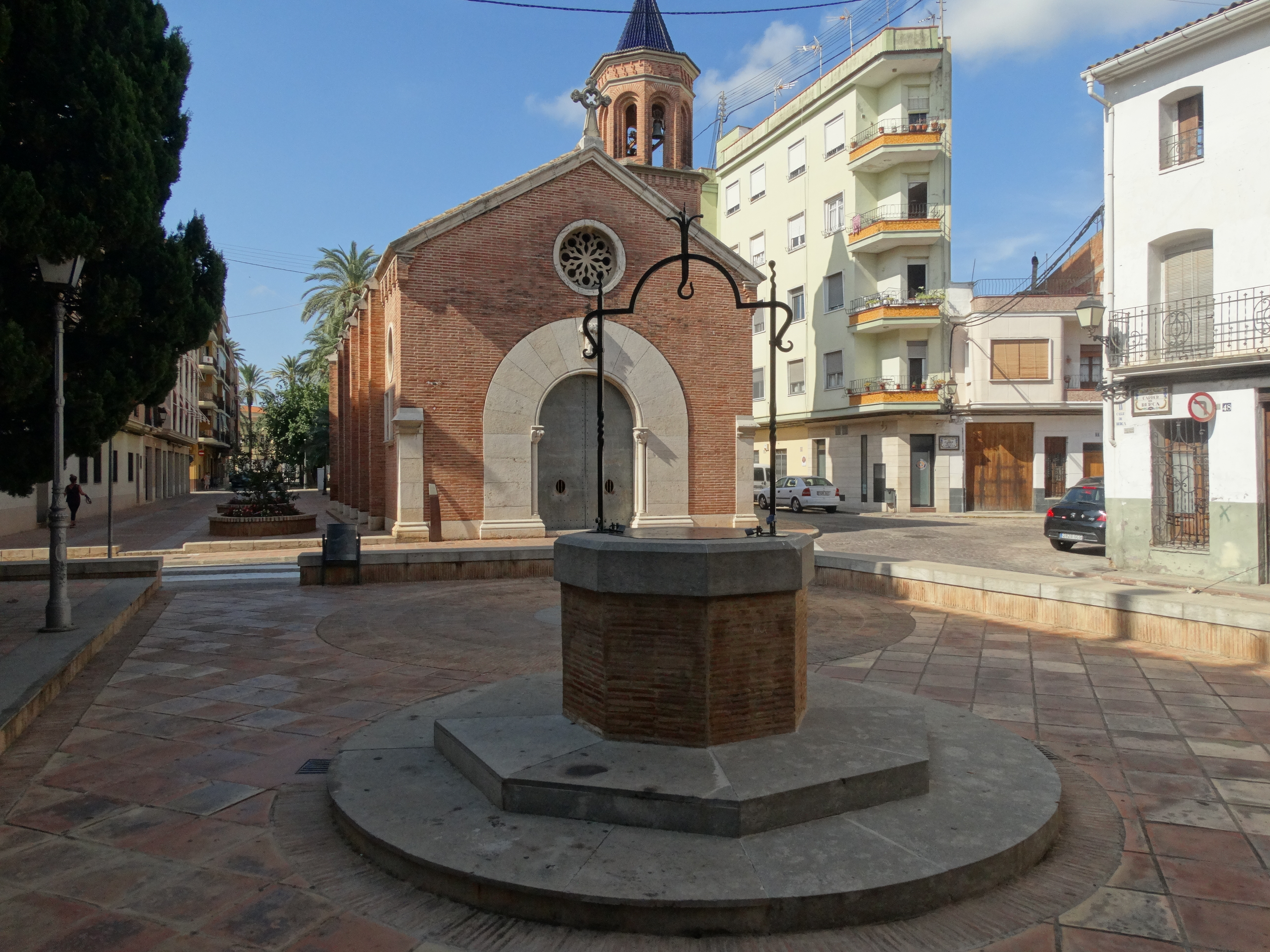
Capilla del Hallazgo, neogótico de Juan Segura de Lago (1947), la tercera construida sobre el lugar donde se encontro la imagen de Nuestra Señora de la Salud.

### Orígenes
Las primeras noticias que se tienen sobre la celebración de las fiestas son unas partidas de descarga sobre el coste de la fiesta de Nuestra Señora de la Salud del año 1610, realizada por iniciativa de los vecinos de la calle Berca, donde ya existía la Capilla del Hallazgo. En 1680 dejó de ser una fiesta de calle, y se convirtió en la fiesta de todo el pueblo. El año 1747 fue la celebración del V Centenario del Hallazgo de la imagen de la patrona en la que ya todos los actos fueron programados y se piensa que uno de los hechos clave sería la processó de Volta Gran influenciada por las Sexenales de la Mare de Déu de la Vallivana de Morella, y en segundo lugar por el Corpus de Valencia. Es posible que después del V centenario, la fiesta quedara instituida y completada casi definitivamente, aunque el devenir del tiempo ha ido incorporando nuevos elementos que han pasado a formar parte de la tradición.

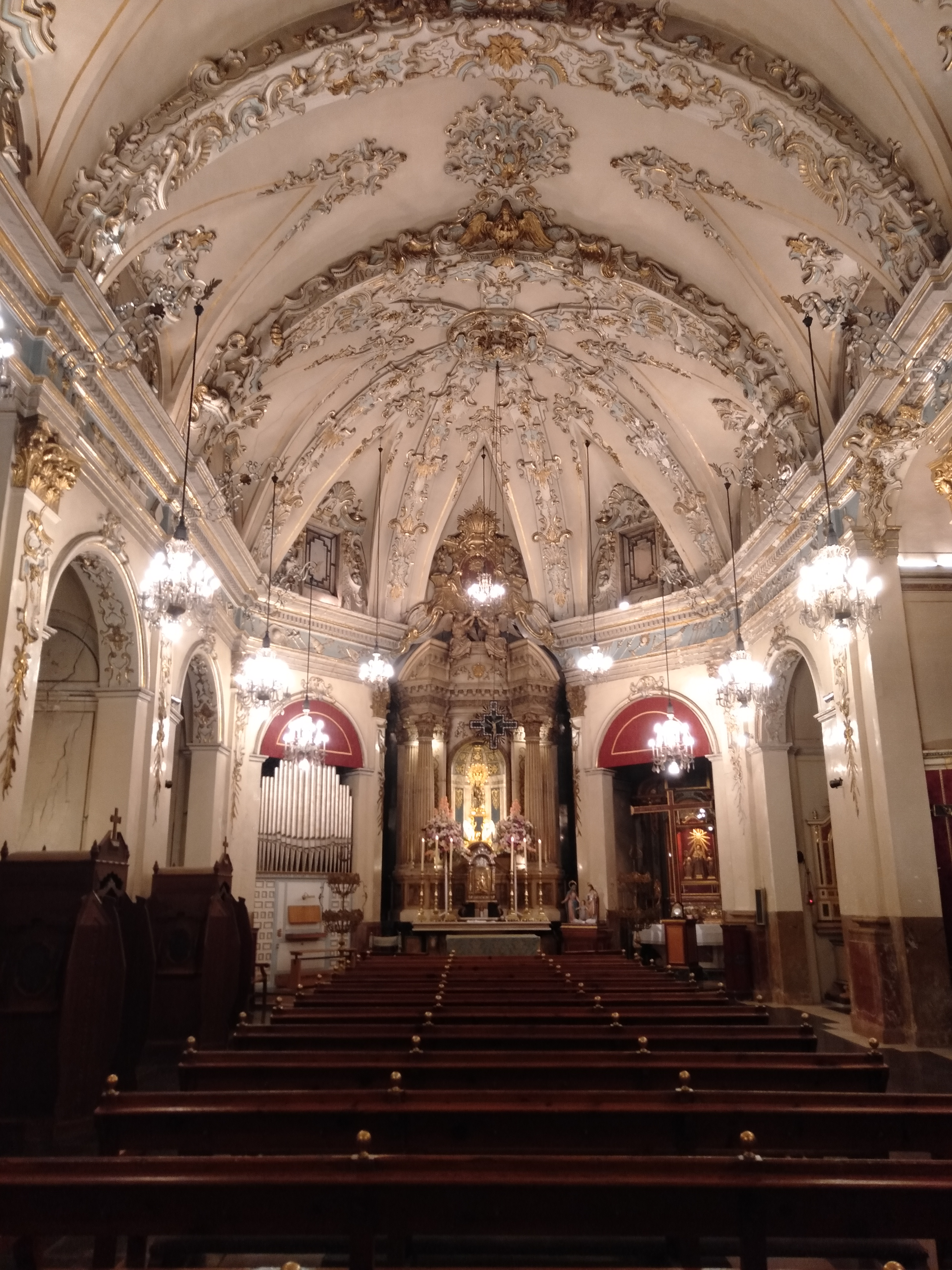
Capilla de la Comunión de la Basílica Menor de Sant Jaime Apóstol, revestimiento barroco del siglo XVIII, presidida por la imagen de Nuestra Señora de la Salud.

A principios del siglo XVIII los componentes de las danzas pertenecían a distintos gremios; como el de los obreros de la construcción, encargados de la Muixeranga, los tejedores encargados de la danza de la Carxofa, etc. Pero los cambios sociales fueron introduciendo modificaciones, abriendo sus rituales a personas de distinta afiliación laboral.
La devoción a Nuestra Señora de la Salud alcanzó durante los siglos XVII y XVIII un incremento considerable, instituyendo el ayuntamiento, en 1816, el patronazgo de Nuestra Señora de la Salud para todo el municipio. El ayuntamiento consciente de que la relación de patrocinio no era de la institución, sino de todos los vecinos, se limitó a nombrar 20 festeros, quienes nombraban a un depositario quien rendía cuentas al Ayuntamiento. Más tarde, se produjo un nuevo cambio en la organización de la fiesta, pudiendo ser mayorales todos los vecinos de la ciudad.

### Reconocimiento
Esta fiesta se declaró el 22 de febrero de 1977 como Fiesta de Interés Turístico, el 5 de octubre de 2008 como Maravilla Valenciana de acontecimientos culturales y patrimonio inmaterial, el 2 de julio de 2009 como uno de los 10+2 Tesoros del Patrimonio Cultural Inmaterial de España, y el 27 de agosto de 2010 Bien de Interés Cultural.
Finalmente, el 28 de noviembre de 2011 las fiestas fueron incluidas en la Lista Representativa del Patrimonio Cultural Inmaterial de la Humanidad de la Unesco. La declaración de las fiestas como Patrimonio de la Humanidad, pese a ser algo esperado, quedó algo ensombrecido ya que se esperaba que se declarara el día 27 de noviembre. Pese a esto el municipio se despertó el lunes 28 con el sonido de las campanas de todas las iglesias de la localidad, ya que hubo un volteo de campanas a las 8 de la mañana, el cual se repitió a las 12 del mediodía -en este caso acompañado del disparo de salvas-, congregando estos actos a numerosos vecinos en la plaza mayor del pueblo. Además de esto, el día de la Inmaculada del 2011 se realizó una pequeña representación de las fiestas para celebrar el ilustre nombramiento. Tras la declaración de Patrimonio Cultural Inmaterial de la Humanidad, el 9 de octubre de 2012, Día de la Comunidad Valenciana, las fiestas de Nuestra Señora de la Salud fueron reconocidas ante la sociedad valenciana con la distinción al mérito cultural de la Generalidad.
Hay que destacar, que tras la declaración por parte de la Unesco de patrimonio de la humanidad a las fiestas de Algemesí, el domingo 8 de septiembre de 2013, Canal 9 retransmitió por primera vez todas las procesiones que dedica Algemesí a su patrona.

## Descripción
Las Fiestas de Nuestra Señora de la Salud han sido en numerosas ocasiones objeto de atención y estudio por parte de etnógrafos, sociólogos e historiadores, así como también motivo de inspiración para artistas plásticos, músicos y poetas. Todos ellos han coincidido en remarcar el gran contenido cultural que la fiesta posee. Conjuntos plásticos, como la Muixeranga; bailes como els Bastonets o els Tornejants; o la música con que se acompañan, son el producto de haber sabido mantener y conservar un aspecto fundamental de la cultura de Algemesí. Así, cada año participan en la celebración de estas fiestas cerca de 1.400 personas, tanto en las representaciones teatrales, en los conciertos de música, como en los espectáculos de danza. Los encargados de la organización y celebración de la fiesta recae cada año en los festeros de uno de los cuatro barrios históricos de la localidad: Valencia, La Muntanya, Santa Bárbara y La Capella.
Esta fiesta, con sus procesiones, conforma un sistema de actuaciones tradicionales y ritos de una gran coherencia y complejidad que la convierten en paradigma y modelo de referencia de otras fiestas tradicionales valencianas. Se caracteriza, por haberse desarrollado de forma continuada desde sus inicios hasta nuestros días, conservando danzas y músicas tradicionales, sin ninguna ruptura. Así, ha sido base para la recuperación de danzas que existían en otras poblaciones –de dónde habían desaparecido –, y gracias a la pervivencia de las de Algemesí, se han podido volver a instaurar.

### Organización de la fiesta
A partir de 1835 la Fiesta adquiere una organización cuatrienal dividida en los cuatro barrios de la ciudad: barrio de Valencia, barrio de Santa Bárbara, barrio de la Capella y barrio de la Montaña. Cada año cada uno de los barrios es el organizador de la fiesta, repitiéndose el ciclo cada cuatro años. Para el sufragio de la fiesta se organizan pliegas. Por otro lado, los rituales procesionales son independientes entre ellos y de los festeros de los cuatro barrios.
La organización para los ensayos y actuaciones corren a cargo propio del ritual. Al celebrarse en 1997 el 750 aniversario del hallazgo, unas fiestas de carácter extraordinario, se crea una junta que reúne a los representantes de cada barrio, el Patronato de la Fiesta de la Virgen de la Salud. Forma parte del Patronato de la Fiesta el secretario, tesorero y presidente de cada barrio entre los que se elegirá a unos homólogos para la institución; también forma parte como guía espiritual el párroco de la Basílica Menor de San Jaime Apóstol i el Alcalde de Algemesí. A partir de ese año se sigue con la rotación cuatrienal, pero la institución del Patronato continuará presente como nexo de unión y de relación con el Consejo Asesor.
Respecto a las Danzas y representaciones teatrales, cada una de ellas es autónoma, ensayan las danzas, bailes y representaciones unos días antes, y son totalmente independientes unas de otra. El Consejo Asesor debe ser convocado por el Patronato de la Fiesta, y está formado por el maestro o maestra de cada uno de los rituales y conjuntos musicales, el Museo Valenciano de la Fiesta como gestor del Patrimonio de la Humanidad por la UNESCO, la Cofradía de la Virgen de la Salud, el Ayuntamiento y la Iglesia. Su función es debatir, proponer y votar las propuestas propias o presentadas por el Patronato para el futuro de la fiesta. Se trata de una asamblea general en la que están representados todos los participantes de la Fiesta.

### Actos de la fiesta
Las fiestas comienzan el 29 de agosto con un novenario en la capilla del Hallazgo, pero se consideran los días principales el 7 y 8 de septiembre los de mayos cantidad de actos festivos. Durante estos días las calles y las plazas de la ciudad son testigo vivo de las fiestas de la Virgen de la Salud, un cortejo procesional que se ha convertido en un tesoro para los valencianos, llegando a ser el acontecimiento cultural más valorado en la votación popular organizada para elegir a las maravillas valencianas. Las fiestas se distribuyen en el tiempo de la manera siguiente:

#### Días de Novenario a Nuestra Señora de la Salud
Cada día a las diez de la noche se voltean las campanas del campanario de Berca. Al contar cada vez con más público, se llenan tanto la capilla del Hallazgo, donde se llevan a cabo los actos litúrgicos, como la placeta dels Bastonets (conocida popularmente como plaza del Pouet), y las calles de Berca, Capilla y San Juan Bautista. 
Con la intención de descentralizar la fiesta de las calles de "Volta", es decir, del casco histórico, nacieron los ensayos por el pueblo en 2012 . Durante los primeros días del novenario, los diferentes colectivos dejarán de ensayar un día en el lugar donde lo hacen habitualmente para salir a las calles y plazas a ensayar, este acto es conocido como los "Assajos pel poble". Es una oportunidad única para poder contemplar los bailes y diferentes colectivos que participan de la fiesta fuera de la procesión en sí misma, vestidos de particular y en barrios no tan céntricos. Los horarios de las diferentes actuaciones varían de lugar y hora en función del año, de esta manera se recorren diferentes calles y plazas todos los años y dar a conocer la Fiesta más si cabe entre el vecindario del pueblo.
También y en los últimos años ha aparecido un nuevo acto organizado por Berca Grup de Danses conocido como Virolai a la Mare de Déu. Una vez terminada la novena y en la plazoleta que se abre ante la  capilla del Hallazgo, se interpretan cantos de estilo y bailes popular valencianos y algemesinenses.
La noche del día 5 tiene un carácter importante al celebrarse la Dansà a la Verge de la Salut . Al terminar el octavo día de novena, sale de la Plaza Mayor en dirección hacia la capilla un gran pasacalle con los danzantes y los grupos de dulzaineros y tamborileros para empezar la danza. Al llegar a la capilla del Hallazgo bailan los gigantes Jaume I y Violante de Hungría, que la abren y la cierran. Seguidamente van saliendo desde el interior de la capilla todos los danzantes con la melodía de dulzaina y tabal recorriendo la calle de Berca, la plaza del Carbón y la plaza Mayor. Al ser una danza de carácter popular donde todo el mundo puede participar, predomina el paso plano con el que y al compás de la música evolucionan diferentes figuras cruzándose en grupos de cuatro, destacando la figura de la piña. Al llegar todos los grupos a la plaza Mayor se baila el fandanguet con una música y evolución de la danza más acelerada. De nuevo y en las puertas de la Basílica bailará la pareja de gigantes para concluir la velada.

#### Antevíspera de Nuestra Señora de la Salud
Es como se conoce al día anterior a la víspera de una festividad. En Algemesí el día seis de septiembre se da el pistoletazo de salida a los días grandes de la fiesta, siendo éste la antevíspera. El sonido del tabal y la dulzaina comienzan a llenar las calles y las campanas resuenan durante toda la noche. Por la tarde se lleva a cabo una procesión, llamadaProcesión de Volta General o  Cercavila de l'antevespra, ambientada con música de dulzaineros y tamborileros, que inicia el recorrido en la Plaza Mayor para discurrir por las Calles de "Volta".
A las diez de la noche se inicia la última función del novenario en la Capilla del Hallazgo, al igual que en los ocho días anteriores. Al terminar, en las puertas de la capilla se representen los Misterios y Martirios de la procesión, en un escenario montado para el evento.  Al terminar se lanza, desde los balcones de las casas vecinas,  una lluvia de caramelos para los niños, se lanzan globos con los colores azul y rosa, con los que se identifica a la Virgen y un castillo de fuegos artificiales para cerrar el novenario.
Tas finalizar el novenario y darse por iniciadas las fiestas, se lleva a cabo un concierto de manos de la Sociedad Musical de Algemesí, es el conocido como Concierto de la Nit del Retorn. El concierto se divide en dos partes, la primer termina a medianoche, momento en que se inicia la Noche del Retorno, acto con el que se conmemora el regreso milagroso de la Virgen de la Salud desde Alcira hasta la aldea de Algemesí en el año 1247.En este momento se abren las puertas de la capilla y desde la calle se ve l imagen de la Virgen de la Salud, entronizada en su retablo y se procede al rezo de un Ángelus. Las puertas quedarán abiertas hasta el final del concierto. A continuación un grupo de campaneros tocarán a mano el Vol del Retorn, que comienza con el vuelo de la campana más pequeña y antigua del campanario, la Señalera, que indica simbólicamente el inminente traslado de la Virgen María hacia Alcira. Seguidamente y de forma individual sonarán el resto de las campanas del campanario, orientadas cada una hacia uno de los cuatro barrios, despidiéndose simbólicamente éstos de la Virgen mediante el sonido de las campanas. En primer lugar y en tamaño ascendente voltean las campanas San Onofre y San Vicente Ferrer, orientadas hacia el barrio de Santa Bárbara; en segundo lugar voltea la campana del Santísimo Cristo de la Agonía, orientada hacia el barrio Valencia; en tercer lugar la campana Virgen de la Salud, orientada hacia el barrio de la Montaña; y en último lugar la campana grande, Sant Jaume, orientada hacia el barrio de la Capella. Luego se repite el mismo volteo pero a la inversa, sonando lo ultima la Señalera. Tras un breve silencio, empieza a sonar de nuevo la Señalera, avisando de que la Virgen María ha vuelto. A continuación se van uniendo en orden ascendente todas las campanas del campanario, un volteo de gozo, alegría y fiesta. Este segundo vuelo es acompañado por todos los campanarios de las parroquias y espadañas de las capillas y ermitas de ciudad, dando la bienvenida a la Virgen.
Al finalizar el vuelo se disparan 21 salvas en honor a la Virgen de la Salud y se inicia la segunda parte del concierto. Hasta el alba y a cada hora se repite el Vuelo del Retorno, manteniendo despiertos y atentos a los vecinos que se preparan para vivir los días grandes dedicados a su patrona.

#### Víspera de Nuestra Señora de la Salud
La víspera del día de la Virgen a las diez de la mañana, se inicia el acto de la Plega General, para recaudar dinero para costear las fiestas. Las primeras referencias que tenemos sobre la pliega datan de 1834.El acto comienza con una oración a la Virgen que termina con el canto del Virolai, antes de salir fuera de la basílica. Al salir fuera les esperan un nutrido grupo de tamborileros y dulzaineros para iniciar un recorrido por las diferentes calles del municipio en busca de fondos para sufragar gastos. La Plega suele acabar al medio día de nuevo en la Capilla de la Comunión cantando la Salve a la Virgen, dando las gracias por lo que han recaudado y ofreciéndolo. En la antigüedad se hacían estos actos en tiempo de cosecha para recoger alimentos y recibir dinero por su venta. Luego, a las doce en punto del mediodía, todos los campanarios del pueblo anuncian que ya estamos en fiestas con un Volteo General a mano que resuena en todas las calles de la población, cerrando así los actos matinales.
Hacia las cinco de la tarde se abren las puertas de la Basílica, la Virgen está en el altar de la Capilla de la Comunión, con la corona que Algemesí le regaló en 1950. De vez en cuando voltea solitariamente la campana gorda, Sant Jaume, anunciando que estamos en Vísperas. A las siete de la tarde se lleva a cabo uno el Canto de Vísperas. A continuación se inicia  una Procesión que sale de la sacristía en dirección a la Capilla de la Comunión mientras los fieles y el corazón canta el canto gregoriano “Ave Maris Stella”. Al llegar al altar de la Capilla de la Comunión, una pareja de sacerdotes toman la Imagen de la Virgen y se traslada hacia el Altar Mayor de la Basílica. Las primeras referencias que nos han llegado sobre la ejecución de unas solemnes vísperas datan de 1610 aunque las partituras a cantar han ido cambiando en la evolución de los años. Después del Canto de Vísperas se realiza una misa previa a la primera de las procesiones.
Al terminar la misa los campaneros interpretan el Repique de la Xerevia, un repique originario de la Sede de Valencia que se ha conservado en Algemesí. Consta de diferentes trancos e intercalación de diálogos entre dos campanas siempre de menor a mayor, con una duración aproximada de veinte minutos.
Al cesar el Repique de la Xerevia y desmontar el sistema de cuerdas que permite tocar el repique, comienzan a hacer el primer volteo general de campanas que avisa a la población de que la Procesión de las Promesas está a punto de empezar. Esta procesión comienza en la Basílica de San Jaime Apóstol en la Plaza Mayor y recorre la calle Molino de la Villa y la calle de la Capilla hasta llegar a la Capilla del Hallazgo, teniendo una duración de entre tres y cuatro horas. La procesión la encabezan los Misterios y Martiris. Cuando las campanas cesan su repique se inicia el Baile de la Muixeranga, el Florete. Cuando acaba la procesión la imagen de la Virgen debe entrar de nuevo en el templo. Para hacerlo los festeros giran la imagen de la Virgen para que mire al pueblo y quede de espaldas a la puerta del templo, entonces, las muixerangas levantan sus torres en dos hileras flanqueando la puerta de la Capilla del Hallazgo, la Sociedad Musical interpreta de nuevo la Marcha de la Ciudad. Entonces se hace tres amagos de entrar en la capilla, recordando las tres veces que se llevaron a la Virgen hacia Alcira y ésta volvió a Algemesí . En la tercera entra dentro de la Capilla y los fieles cantan el Virolai mientras la talla es bajada de las andas y depositada en el altar mayor para la Misa de la Hermandad Sacerdotal.
Acto seguido y después de la misa se anuncian las Lloances a la Mare de Déu.  Al terminar se inicia la Vela donde los fieles pasan la noche en la Capilla del Hallazgo, junto a la Virgen, orando, orando y cantando, esperando a que llegue el amanecer y con él, el día de la Salud.

#### Día deNuestra Señora de la Salud
Este día se inicia con el sonido de tambor y dulzaina que amenizan el recorrido que u grupo de festeros realiza por las principales calles del pueblo para despertar a los vecinos y que no se pierdan los otros actos del día. Este acto inicial se le conoce como Despertà. El siguiente acto es la Processoneta de la Mañana. A la misma hora y en la Capilla del Hallazgo se celebra un oficio para todos los festeros difuntos, sin embargo a las nueve se celebra un segundo oficio para todos los participantes de la fiesta difuntos.
El siguiente acto, sobre las diez de la mañana es la Processoneta de la Matí, la segunda procesión del día, con una duración de alrededor de unas tres horas saliendo de la Capilla de la Troballa, pasando por la Calle de Berca y la Placeta del Carbó para acabar en la plaza Mayor y entrar en la Basílica de Sant Jaume. En el mismo orden que la noche anterior van saliendo los bailes desde la puerta de la Capilla, pero en esta ocasión y antes de la Cruz Mayor se incorporan Jaime I y Violante de Hungría, una pareja de gigantes que danza en cuatro puntos diferentes de la procesión. Jaime I y Violante fueron los reyes del antiguo Reino de Valencia en el momento del hallazgo de la Virgen. Seguidamente y detrás de la cruz se incorpora la parte religiosa de la procesión. Los encargados de llevar las andas en esta procesión junto a los "Volants" son los soldados hijos del pueblo. Grandes momentos de emoción se dan en la calle de Berca al pasar la Virgen María y ser girada frente al Pouet y la casa de la Beata Josefa Naval Girbés. En la Procesoneta los bailes bailan dentro de la Basílica de San Jaime y el sonido de los instrumentos adquiere un carácter especial junto al órgano que acompaña a las melodías. Uno de los momentos más especiales y emotivos de la fiesta es la entrada de la Cruz Mayor acompañada por todos los tamborileros y dulzaineros que participan en la fiesta y acompañados por el órgano. El pueblo exclata en amor cuando las andas de la Virgen van entrando en la Plaza Mayor y los Torneantes bailan la Fuga. Las andas van abriéndose paso entre la multitud y la plaza está respetuosamente en silencio. De repente empiezan a dispararse las veintiuna salvas y la Virgen se va llegando al centro de la plaza. Empiezan a sonar las melodías de los diferentes bailes y la plaza exclata en júbilo mientras todos los bailes danzan a la hora para rendirle homenaje a quien es nuestra Madre. La Virgen María hace el triple intento de entrada, se sueltan palomas, se lanzan pétalos y tracas, todos bailan y se emocionan, formando un retablo del más puro estilo barroco valenciano, es la fuerza viva de un pueblo que ama a su Madre. La Virgen entra en la Basílica y de nuevo se canta el Virolai mientras se entrona a la Virgen María al Altar Mayor.
Seguidamente se realiza la Misa Mayor Concelebrada y cantada por la Schola Cantorum y acompañada con la orquesta. Al terminar el oficio religioso, la Sociedad Musical comienza a tocar las primeras melodías para empezar el Pasacalles con las autoridades civiles y religiosas por la calle de Berca hasta llegar al Parque Salvador Castell donde se dispara una monumental Mascletá antes de ir a comer y descansar hasta la próxima procesión.
Las puertas de la Basílica de San Jaime vuelven a abrirse al sonar las seis y media de la tarde para celebrar el santo oficio previo la última de las procesiones. A las siete y media un Volteo General de campanas da el inicio a la última procesión, la Procesión de "Volta General". Recorrerá el casco urbano del siglo XVIII durante más de siete horas de duración, entrando a altas horas de la madrugada. La procesión sale de la Plaza Mayor y recorre la calle de Valencia, calle de los Mont, calle de Albalat, calle de Santa Bárbara, calle de los Verdeguer, placeta del Carbón, calle de Berca, Calle de la Capilla, calle del Molino de la Villa, Calle Nueva del Convento, Calle de los Fusteros, calle de la Montaña y de nuevo la plaza Mayor. Durante toda la procesión el campanario estará volteando, especialmente en los momentos en los que la Virgen pasa cerca de la plaza Mayor durante su recorrido.
En la Plaza Mayor el grupo de muixarangueros levantan sus últimas torres, entra la Cruz Barroca y los Torneantes bailan la Fuga por última vez. Al entrar la Virgen María en la Plaza Mayor se dispara un gran castillo de fuegos artificiales. De nuevo y por última vez la Virgen hará su triple intento de entrada flanqueada por la Muixeranga, con una lluvia de pétalos y tracas, mientras suena la Marcha de la Ciudad y los torneantes le rinden homenaje. Al entrar se canta el Virolai y la Virgen es depositada en el Altar Mayor de la Basílica. Seguidamente y con los Cantos del Apostolado de fondo la Virgen se traslada de nuevo a la Capilla de la Comunión donde se canta el Virolai Final y la Virgen se sube a su Cambril. Una vez se muestra la imagen entronizada en el camarín el párroco da la bendición a los presentes, finalizando así las Fiestas Mayores.

## Consueta Procesional

### Misterios y martirios.
El desfile procesal se abre con las breves representaciones teatrales de los Misterios y Martirios, de carácter popular y que representan diferentes pasajes del antiguo testamento, la vida de los santos y la historia local. Los actores son los niños y niñas de corta edad del pueblo, a modo de iniciación de los más pequeños en la Fiesta. El primer documento que cita los Misterios y Martirios en Algemesí data de 1883, aunque se presupone que estas representaciones estuvieran presentes en la Fiesta desde tiempos anteriores.
Los diálogos eran interpretados en castellano hasta que en la década de 1960, fueron editados y traducidos al valenciano por Segura de Lago, Juan Fermín Teruel, Martí Domínguez y el canónigo Vicent Castell Maïques. Durante el recorrido procesal actúan ante pequeños grupos de gente para que se les escuche bien ya que el ruido ambiente es muy elevado. Actualmente encontramos en la procesión los siguientes misterios y martirios ordenados de forma cronológica:
- Misterio de la tentación de Adán y Eva.

Narra la historia del pecado original que encontramos en el capítulo tercero del Libro del Génesis, en la que el Demonio tenta a Eva a comer el fruto del árbol prohibido del paraíso. Eva lo prueba y da también a Adán. Seguidamente aparece un Ángel que les expulsa del Paraíso. Intervienen en la escena Adán, Eva, el Demonio y un Ángel, haciéndose ayudar para interpretarla de un árbol y una manzana en representación del fruto. La versión actual es obra de Benet Segura de Lago.
- Misterio de Abraham e Isaac.

Escenifica el capítulo veintidós del Libro del Génesis. Dios manda a Abraham que sacrifique a su hijo, Isaac. Momentos antes de que Abraham sacrifique a su hijo, se le aparece un Ángel que perdona la vida de Isaac por la obediencia a Dios que había tenido Abraham. En la escena podemos encontrar a los personajes de Abraham, Isaac y Ángel. El actual diálogo fue escrito por Vicent Castell Maiques.
- Martirio de Santa Barbara.

Nos situamos en el año 306 d. C., Barbara es hija de Dióscor, noble de Nicomedia. Dioscor obliga a su hija a renunciar al Cristianismo, la nueva fe de aquellos tiempos, esta renuncia y es decapitada por su padre por no renunciar a Dios. Intervienen en el acto teatral los personajes Bárbara, Dióscor, el gobernador Marciano y Ángel. La representación que escuchamos hoy a pie de calle es obra de Joan Fermí Teruel.
- Martirio de San Bernardo y las hermanas.

Natural de Carlet, Bernat fue musulmán convertido a Cristiano en tiempo de reconquista a la orden de los Cister. En 1181 regresó a Valencia para evangelizar a su familia. Sus hermanas Zaida y Zoraida le siguieron y se convirtieron al cristianismo con el nombre de María y Gracia. En cambio su hermano Almanzor rechazó su ideología y mandó perseguirle. Bernat, Maria y Gràcia fueron detenidos cerca de Alcira y al no renunciar a su fe, fueron ejecutados. Los niños representan en esta escena a los personajes de Bernat, Zaida (Maria), Zoraida (Gracia), Almanzor, el verdugo, dos criados y Ángel. 
- Misterio de Nuestra Señora de la Salud o "dels tres capellanets”.

Corría el año 1568 y la imagen de la Virgen no tenía todavía una advocación concreta. Se reúnen el cura Curçà, el padre Dacir y el padre Frasquet para ponerle un nombre con el que aclamarla. Cada uno propone uno y ponen los tres escritos en papel y los ponen en una bolsa y deciden que sea la suerte quien elija el nombre. El monaguillo saca el primer nombre, Salut, pero no están conformes y hacen un segundo saque. La segunda vez vuelve a salir Salut, pero tuvieron que repetir el saque ya que el padre Frasquet seguía sin estar conforme. Y cómo no, a la tercera vez volvió a salir Salut, y desde ese momento como Madre de la Salud se adorada nuestra patrona.

### Danzas y bailes rituales
- Danza de la Muixeranga.

La Muixeranga es una de las danzas más conocidas de la Fiesta y símbolo de unión de la ciudad de Algemesí. La primera noticia que tenemos sobre la existencia de la Muixeranga data del año 1733 en el “Libro de las Cuentas de la Villa”. En 1973 sufrieron una grave crisis, a partir de este hecho nació la asociación Amics de la Muixeranga. En 1998 nació la Nueva Muixeranga de Algemesí, con la idea de introducir a la mujer en el mundo muixeranguer. Hoy en día las dos muixerangues cuentan con hombres y mujeres sin diferencia alguna.
En cuanto a la vestimenta consta de una blusa con botones, pantalón largo.Un gorrito orejudo, alpargatas de suela delgada y un cirio como complemento para el baile y para algunas figuras. También llevan una faja que ayuda a después no tener problemas físicos. La blusa, el pantalón y el gorrito van conjuntados con los colores de cada comparsa muixeranguera en tiras de forma vertical de forma arlequinada: la Muixeranga con los colores azules y rojos y la Nova Muixeranga con los colores verdes y rojos. La antigua vestimenta estaba hecha a base de tela de colchón, antes de tiras rojas irregulares sobre un fondo blanco.
La melodía de la Muixeranga de Algemesí es la música más representativa del tabal y la dulzaina y forma parte del patrimonio de todos los valencianos. La partitura de la Muixeranga de Algemesí es interpretada para la construcción de las figuras plásticas, pero aunque es la más representativa se utilizan dos más: la melodía del Ball o Floretes que se interpreta para hacer el baile y con un ritmo más acelerado para el Paseo de Gigantes u otras figuras con movimiento; y el “Días irae, días ira” para la figura de “l'Enterro”.Podemos encontrar tres evoluciones diferentes dentro de lo que compone la danza de muixeranga: el baile, las torres humanas y las figuras plástica:
El Baile: conocido también como florete o paseo. Se realiza en primer lugar antes de empezar la procesión y en algunos lugares concretos de las calles de colta. Es la danza más antigua de todo el repertorio de la Muixeranga encontrando conexiones con danzas agrarias del culto a la tierra y la fertilidad. 
Las Torres Humanas: unidos, abrazados, formando una piña, siendo un solo cuerpo suben hacia arriba los componentes y se predisponen a alzarse con las articulaciones plegadas, de repente se levantan y estiran hacia arriba, el niño remata la construcción y con un beso abre los brazos en forma de cruz y levanta una camita en atrevido equilibrio, simbolizando un ángel.
Las Figuras Plásticas: estas construcciones están fuertemente cargadas de simbolismo religioso y mariano y otras de contenido más cívico. Algunas de estas figuras pueden estar compuestas por algunas de las torres humanas explicadas anteriormente y otras son totalmente independientes pero construyéndose al igual que las torres humanas. En muchas de ellas por ser algunas de carácter religioso pueden requerir también el cirio.
- Baile de los Bastonets.

Es una danza de carácter guerrero que es documentada por primera vez en 1839, aunque seguramente ya saldrían en tiempos anteriores. Hasta llegar al actual nombre, dado por el bastón con el que golpean, se le ha llamado “Danza de los ocho”, por el número de bailadores que tiene la danza; Danza de los hombres, ya que en su origen sólo era bailada por hombres; y hasta principios del siglo XX “Baile de los Indios”, por las plumas que llevan a la cumbre del casco. Era un baile exclusivo de hombres, al menos hasta 1980, donde se incorporó por primera vez un grupo de mujeres, y en 2017 un segundo, una igualdad que la Fiesta ha ido ganando y que se mantiene hoy en día.
Las de Algemesí destacan por la gran variedad de composiciones musicales que las acompañan, un total de veintidós; y por la rapidez y fuerza en la que se desarrolla la danza. Las melodías que acompañan a la danza son interpretadas por dulzaina y tabal, como en la mayoría de los bailes, pero en éste la plancha y el palo con el que golpean los danzadores y danzadoras actúa también como elemento de percusión. Para empezar la danza una sola dulzaina, sin acompañamiento de tabal, entona las primeras notas de la melodía que se va a tocar y bailar como abuelos y para indicar cuál de las diferentes piezas se va a interpretar. Al terminar el baile, otro dulzainero hará la tonada de ancianos de la siguiente melodía sin apenas tiempo para descansar. Se bailan varias veces seguidas en el mismo sitio y después avanzan para que siga la procesión, de nuevo se vuelven a parar a bailar y así durante todo el recorrido.
En cuanto a la vestimenta consta de cuerpo y faldellín de terciopelo rojo en el caso de los hombres y azul en el caso de las mujeres rematadas por pasamanería dorada que se extiende por gran parte de la vestimenta. en la cintura un cinturón negro a semejanza de los de las centurías romanas. En la cabeza llevan un sombrero con plumas largas de diferentes colores y aves. Mientras que en la parte inferior llevan bragas blancas y unas alpargatas de careta como las de los agricultores. A sus espaldas y de forma libre, los danzadores y danzadoras llevan bordado con hilo de plata diferentes motivos marianos. Alrededor del cuello llevan un pañuelo de color blanco con la iconografía del hallazgo de la Virgen. Aparte para poder ejecutar la danza son necesarios el basto y la plancha. El bastón es de unos sesenta centímetros y suele ser de madera de naranjo, ya que aguanta fácilmente los fuertes y secos golpes. Por otro lado encontramos la plancha que mide en torno a los diez centímetros de diámetro, de metal, que actúa como escudo de defensa.
- Danza de "les Pastoretes".

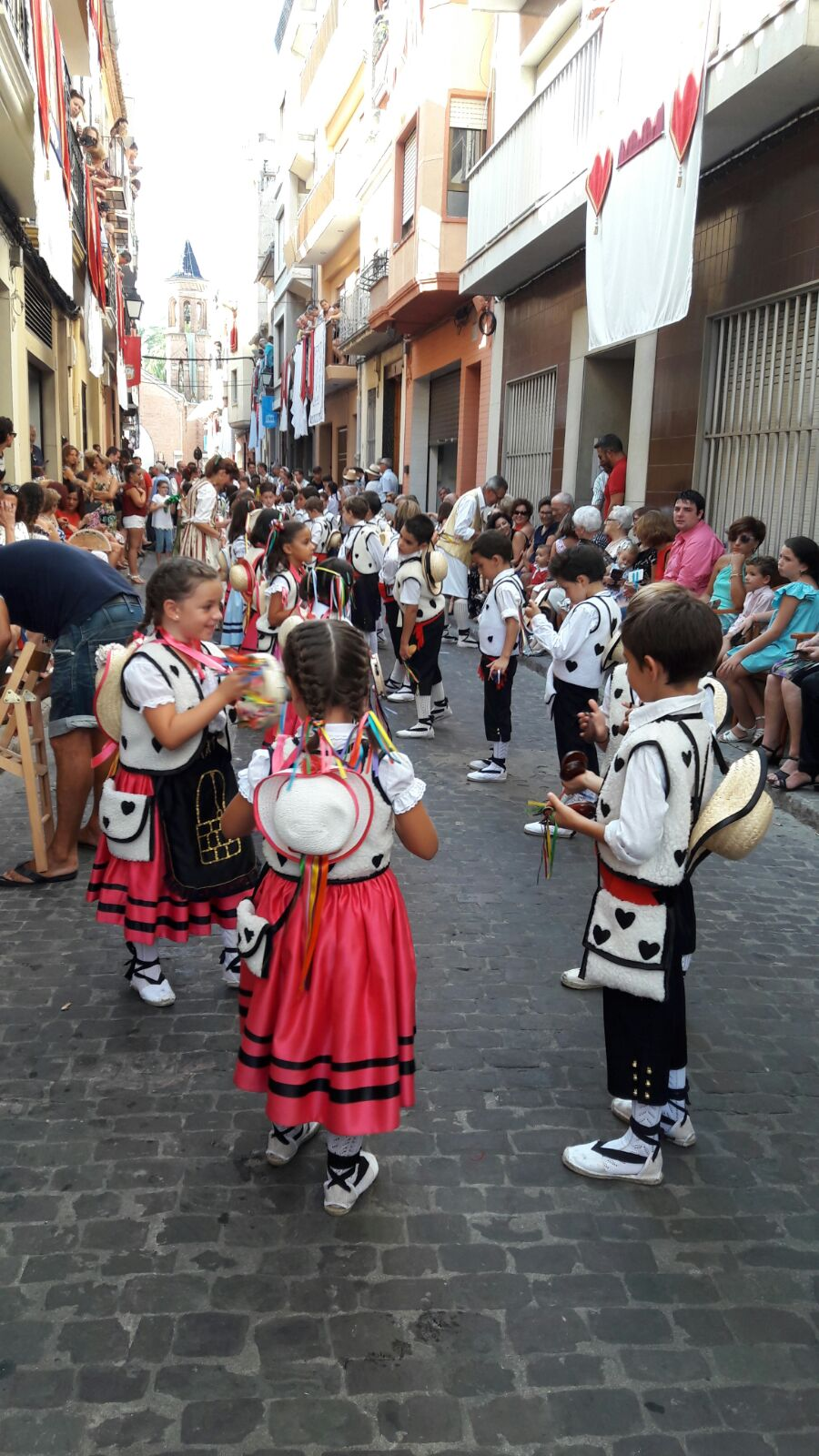
Danza de "les Pastoretes" en la calle de Berca durante la "Processoneta del Matí".

Las danzas con motivos pastoriles están muy extendidas por el territorio valenciano, aparecen documentadas por primera vez en 1834 bajo el nombre de “Danza de muchachas y muchachos” o “de niños y niñas”. Se trata de un baile de iniciación en la Fiesta. En esta danza encontramos a los niños y niñas más pequeños que salen a la procesión, y es que este baile se caracteriza por la inocencia de los más pequeños, de edades que varían entre los tres y los siete años. El origen del baile podría haber surgido a través de la Asociación de la Divina Pastora, una de las asociaciones más antiguas de Algemesí según Miguel Belda. También podríamos encontrar los orígenes en las representaciones pastoriles que se hacían en épocas navideñas que incluyen bailes frente al Nacimiento.
Los integrantes del baile van ataviados con un chaleco azul, simulando la piel de cordero, y decorado con unas motas negras simulando corazones. Las niñas lucen una falda de colores vivos y un delantal negro con bordados dorados con motivos florales y marianos relacionados con la figura de la Virgen de la Salud, mientras los niños van con pantalón negro y faja roja. Colgando del cuello llevan un sombrero de paja de ala ancha engalanado con flores y cintas de colores. Las niñas también llevan la cabeza decorada con cintas de colores. El rey se diferencia del resto de los pastorcillos ya que en su mano lleva un bastón de madera, símbolo de poder. En cambio, la reina pastorcilla luce un manto azul, símbolo de la pureza de la Virgen, con el anagrama de la Virgen en dorado; también lleva un cordero en brazos, haciendo recordar la figura mariana de la Divina Pastora.
La música es interpretada una vez más por dulzaina y tabal. Un total de cinco danzas y melodías componen el repertorio de este baile. La percusión del tabal se acompaña en este caso por las castañuelas que llevan los niños y la pandereta que llevan las niñas y que intervienen de forma importante dentro de lo que son el conjunto de coreografías de esta danza.
- Baile de la “Carxofa”.

Documentada por primera vez en 1830, siendo maestro Jeroni Curçà, aparece con el nombre “Danza de las doncellas”. Es en esta danza donde las chicas jóvenes que pasan de la infancia a la madurez se muestra la sociedad. Cabe destacar que el Ball de la Alcachofa y el Ball dels Arquets formaban parte de un mismo grupo ceremonial y vestían el traje blanco que actualmente lucen las danzantes del Ball dels Arquets. Se llama actualmente Baile de la "Carxofa" por el fruto que corona el palo que sostiene un niño o niña, del que cuelgan las doce cintas de colores con las que las danzantes desarrollan su danza trenzando y destrenando las cintas.
Antiguamente al terminar la procesión se abrían las hojas verdes y doradas de la alcachofa para dejar salir el vuelo de una paloma, símbolo seguramente de la Asunción de la Virgen. Al igual que en la Danza de las Pastoretes, las jóvenes visten un traje de pastora, pero en este caso no llevan sombrero, simplemente el pelo decorado con cintas de colores. El traje de pastora cuenta con una blusa blanca, un chaleco blanco simulando la piel del cordero con corazones negros simulando motetas, unas faldas de colores vivos, bragas blancas y alpargatas de careta. 
La pieza musical “La Carxofa”, es interpretada por dulzaina y tabal como la gran mayoría de danzas. Podemos encontrar que se interprete una vega, "baile simple" y el "baile doble".
- Baile de los Arquets.

Al igual que el Baile de la "Carxofa", encontramos la primera referencia en el año 1830 con el nombre de Danza de las Doncellas. La danza de los arquillos es muy tradicional en las celebraciones del Corpus Christi valenciano, aunque el de Algemesí tiene una música y unas evoluciones diferentes que le caracterizan. El nombre actual le viene dado por el objeto que utilizan para poder desarrollar la danza, el arco. El arco es de un solo color y forrado de papel de cebolla, el mismo que luce la cinta de la danzadora, con cintas de diferentes colores que se mueven al tiempo que la danzadora baila, un gran conjunto de colores en movimiento en el unísono que cautiva al espectador.
El traje es blanco, parecido al que usan las comulgantes, adornado con una cinta de color en la cintura. El pelo está recogido y decorado con cintas de colores, bragas blancas y zapatos negros de mudar. Como en la danza de la "Carxofa", las chicas jóvenes que pasan de la infancia a la madurez se pueden mostrar al pueblo y de ahí su nombre en su origen.
La música corre a cargo de la dulzaina y el tabal que interpretan la partitura de “Els Arquets”, muy parecida a la de la alcachofa pero con una melodía mucho más alegre. Consta también de dos movimientos, el “Baile simple”, que se interpreta en cualquier lugar de las calles y plazas, y el “Baile doble”, donde la melodía se repite dos veces. La danza cuenta con cuatro bailes diferentes en los que la melodía musical siempre va a ser la misma, sea simple o doble. Los cuatro bailes que podemos encontrar son: los Cruces, el 1 y el 2, la Cadena y los Cabos.
- Danza de “les Llauradores”.

El baile de las Labradoras aparece documentado por primera vez en el año 1906, nombrado de las Labradoras en los años treinta del siglo XX porque las bailaoras eran sólo mujeres e iban vestidas con el traje tregional valenciano. Este baile apareció de forma intermitente hasta 1934, y salvo en los años de la Guerra Civil, han salido ininterrumpidamente hasta el día de hoy. Podría tener su origen en las danzas que se hacían en las Fiestas en San Antonio de Padua en la calle que antiguamente llevaba el nombre del santo y actualmente se conoce como calle Luis Vives. Componen el grupo un indeterminado número de parejas de bailadores y un maestro, que se diferencia por un bastón, encargado de la coordinación de la música y de los bailadores. En cuanto al baile, se bailan seis boleros diferentes: Valencia, Reyes, Trenados, Típicos, Madrid y Bots.
La indumentaria ha ido evolucionando a causa de las diferentes modas, mezclando la indumentaria regional del siglo XVIII y XIX. Las mujeres llevan un peinado a tres rayas y con tres moños con sus respectivas peines. En cuanto a los pendientes suelen ser del tipo de barquitas o de uva. La tela debe ser de seda o algodón, imitando el expolio valenciano de flores, quedando conjuntados el gipón y el regazo. El gipón usado debe ser cordero de manga de farol o de manga estrecha. Se emplea una camisa para que el sudor. En cuanto al calzado encontramos unas bragas blancas hasta la rodilla sujetadas por ligas y para terminar las alpargatas. En cuanto a la vestimenta masculina encontramos que la chupa y el calço, hechos con tela de raso, van conjuntados. Encontramos también una camisa blanca de lino o algodón, una faja de algodón y el sombrero de Alborços. En la parte inferior encontramos unas bragas blancas hasta las rodillas, sujetas por ligas y alpargatas de careta.
La música de este baile es interpretada por instrumentos de viento metal, a diferencia del resto de los bailes que usan la dulzaina y el tabal. Concretamente la tuba, el bombardino de pistones, el clarinete, el requinte, el saxofón alto y tenor, el trombón de varas, la trompa y la trompeta; son los encargados de interpretar las seis partituras de las melodías que acompañan a los seis bailes que se interpretan actualmente: el bolero Liso o bolero Mallorquín (número 1), bolero de Algemesí (número 2 y 3), Pardines (número 4) , Bolero Procesional y el bolero del Centenario. El elemento percutor en este baile como hemos dicho deja de ser el tabal, y son los propios bailadores quienes llevan en sus manos unas postizas que tocan mientras bailan al ritmo de la melodía.
- Baile de Gigantes.

La tradición de bailar o desfilar a los gigantes en tierras valencianas se remonta al año 1589, año en que se confeccionan unos gigantes para la Procesión del Corpus Christi de la ciudad de Valencia a base de los que desfilaban en la Procesión del Santísimo Sacramento Toledo. Se piensa que muchas ciudades incorporaron en los años posteriores este nuevo elemento festivo, al igual que otras danzas de la Fiesta Grossa de Valencia se habían copiado en muchos pueblos valencianos. Algemesí no fue menos y gracias a fuentes documentadas e imágenes que se conservan, sabemos que en los años sesenta se contrataron y en años de bonanza y riqueza los festeros del barrio correspondiente contrataban a los gigantes y cabezudos para que desfilaran en la Procesión.
Su aparición fue intermitente y acabó desapareciendo en la segunda mitad del siglo XX. En 2007, Berca Grup de Danses estrenó la nueva pareja de gigantes en la Processoneta de la Mañana y desde entonces han salido en la Processoneta todos los años. También desde ese año salen como jefes de danza en la Dansà a la Virgen de la Salud que se celebra la noche del día 5 de septiembre al finalizar la novena. Los gigantes representan al rey Jaime I y la reina na Violante de Hungría, quienes fueron los reyes de Valencia cuando la Virgen de la Salud fue encontrada.  El gigante que representa a Jaume I lo encontramos vestido con gonella y cubierto con el manto real de terciopelo rojo con el escudo de la antigua Corona de Aragón, lleva también la corona de rey, el Libro de los Fueros y la espada que el caracteriza como rey conquistador. Por otro lado Violant viste también con gonella y velo. En la cabeza la corona y sobre la espalda cae un manto de terciopelo rojo, mientras que en la mano lleva un rosario, símbolo del gran fervor que ella y el rey Jaime I tenían hacia la Virgen María.
La dulzaina y el tabal son los encargados de ponle la música a las dos danzas que interpretan a los gigantes: Danza de los Gigantes de Algemesí, estrenada en 2007, y la Danza de la Moreneta estrenada en 2018 con melodía de Agustí Alamán.

### Procesión central.
- La Cruz Mayor de la Basílica Menor de San Jaime Apóstol.

Hecha por el platero valenciano Antonio Reinot en 1739, la Cruz Mayor de la Basílica Menor de Santiago Apóstol es un gran ejemplo de plata repujada de estilo barroco, de ahí que también se le llama a Algemesí como la Cruz Barroca . Combina tonos dorados y plateados. La Cruz sobresale de un globo terráqueo flanqueado por dos ángeles, y en el centro del citado globo aparecen dos querubines. También encontramos a Jesús crucificado con la resplandor dorada que sobresale de los ángulos de los brazos de la Cruz. Ante la Cruz encontramos un nutrido grupo de dulzaineros y tamborileros que acompañan y abren el paso.
Simboliza que Jesús Crucificado abra el camino hacia la salvación y por esa razón los fieles que la siguen son los cristianos que siguen a Jesús. Durante las procesiones suele ser llevada por el sacristán revestido y acompañada por dos acólitos candeleros. Antiguamente a cada lado de la Cruz iban dos banderolas con la Real Senyera, llevadas por dos reyes de armas vestidos de seda simulando también el estampado de la Real Senyera, peluca y barba blanca y coronados, como todavía lo podemos contemplar en el Corpus de Valencia.
- Fieles.

En primer lugar detrás de la Cruz Barroca o Mayor encontramos, en el caso de la procesioneta de la Mañana, a los niños que han recibido el sacramento de la Comunión en el último año. Seguidamente todos los fieles que quieren acompañar el paso de la Virgen por las calles de la ciudad con un cirio en la mano. Es muy destacable la gran participación de fieles que encontramos en la Procesión de las Promesas, de hecho le da nombre a ésta ya que es habitual que quienes han pedido un favor a la Virgen o lo han visto cumplido participan en acción de gracias o de oración en esta procesión acompañando las andas con cirio o incluso descalzos.
- Baile de los Tornejants o torneo.

Misticismo y galantería se unen en la Danza de los Torneantes, los nombrados, protectores o caballeros de la Virgen de la Salud. Una danza guerrera de caballeros, siendo la única que tiene el honor de bailar en la parte religiosa y ante el guion de la Virgen de la Salud. La primera referencia que encontramos es del año 1800, cuando fueron a actuar en Agullent, por tanto habría que datarles años o incluso décadas antes de esa fecha. El conjunto está formado por siete danzadores, los seis que requiere la danza mayor, la fuga, y un paje, el maestro y los botargas. En este caso, los botargues aparte de encargarse de la vertiente económica de los donativos, actúan como aprendices de caballeros y se encargan de darle la vara a los danzadores en caso de que ésta caiga al sol, ya que sólo se pueden arrodillar ante la Virgen María y por tanto no pueden recogerla.
Abre la marcha el paje de jineta, con el paso firme y con el pie haciendo cruces en el sol, santificando el camino por el que debe pasar la Virgen María. En la mano lleva una espada, que se cruza con el escudo en forma de corazón que lleva en la otra mano. El escudo lleva bordado la imagen de la Virgen María sobre una nube y de la que cuelga un pañuelo de la dama del torneo, la Virgen María. Con la espada atravesando el corazón de Nuestra Señora se rememora también la profecía de Simeón en la presentación de Jesús en el templo: “una espada te atravesará el alma”(Lucas 2, 35) . Le acompaña un timbal marcando la marcha solemne del heraldo. Éste es el único que lleva el anagrama de la Virgen a su casco. El resto de los bailadores en solitario o en grupos de dos, cuatro y seis realizan diferentes danzas. Por otro lado encontramos la Fuga, la Danza Mayor, la de mayor duración, de unos cinco minutos, que requiere de seis danzantes para ser ejecutada y consta de paseo, torneo y piruetas. Son acompañadas por los redobles y los golpes secos de los tambores.
El traje de Tornejant está constituido por un cuerpo con pasadores en la espalda imitando flores rosadas, faldellín de tisú plateado simulando la coraza de los caballeros de la Edad Media con decoraciones en dorado. Por debajo el faldellín llevan unos pantalones de terciopelo negro, bragas blancas, zapatos con vetas largas de diferentes colores. En la cabeza un casco con una cumbre con flores blancas y rojas que simulan la cruz de Sant Jordi, patrón de la antigua Corona de Aragón, que ayudó a Jaime I en muchas conquistas en tierras valencianas. El elemento indispensable para poder ejecutar la danza es la varilla de madera vibrátil, que simula una lanza.
- Guión de la Virgen de la Salud.

Data del tercer cuarto del siglo XVIII y es de plata repujada. En el interior encontramos una pintura sobre lienzo de Francisco Calatayud i Llobell que representa a la Virgen de la Salud en el tronco de la morera y rodeada de serafines y ángeles ingenuos. El marco dorado que rodea el lienzo está armado sobre madera y un tejido rojizo. Alrededor de este marco encontramos elementos que simulan rocas, cornucopias, azucenas y otros tipos de flores. Encontramos también cuatro espacios que contienen unas iconografías diferentes y doradas: en la parte superior encontramos a Sant Jaume, titular de la Basílica y copatrón de la ciudad,; en el lado derecho la fuente de salud, símbolo de las letanías de la Virgen; en el lado izquierdo encontramos el pozo de gracias nunca seco, que rememora el milagro del hallazgo de las raíces; y en la parte inferior la estrella de la mañana, otro símbolo mariano presente también en el Virolai. El guion está sujeto por dos astas metálicas y doradas entrecruzadas. Rematando el asta vertical encontramos el anagrama de Nuestra Señora sobre una media luna. De ella cuelgan dos cordaduras, uno a cada lado, de colores azules y rosa, los conocidos popularmente como colores de la Virgen. En la procesión va detrás de los Torneantes y está en la iconografía que hay en el lienzo a la que le rinden homenaje en el torneo. Durante la procesión es llevado por los festeros y en la Procesión de Vuelta General da paso a los personajes bíblicos.  

### Procesión Alegórica.

#### Personajes bíblicos.
Gran parte de los personajes bíblicos han sido extraídos de las celebraciones del Corpus Christi, aplicados en la procesión de explicar la genealogía de la Virgen María. Las primeras referencias documentadas que nos hablan de la aparición de los personajes bíblicos en la fiesta data de 1834.

##### Antiguo testamento

###### Patriarcas
- Noé o “Agüelet Colomet”: el héroe del Diluvio Universal, salvador de los animales. Cuando bajaron las aguas envió una paloma para ver si volvía con una ramita y comprobar que había tierra. Se considera el segundo padre de la humanidad por detrás de Adán, puesto que él y su familia fue la única que sobrevivió. En la procesión lleva un bastón y una paloma, es tradición que los niños se acerquen para acariciar la paloma.
- Abraham: Dios mandó que matara a su hijo amado como sacrificio, él estuvo dispuesto a hacerlo pero un ángel de las cortes celestiales le interrumpió. Fue alabado por cumplir la voluntad de Dios a todo coste. En la procesión aparece con un cuchillo en la mano, símbolo de sacrificio que estaba dispuesto a hacer por amor a Dios.
- Isaac: hijo de Abraham y Sara, estuvo a punto de ser sacrificado por su padre por la voluntad de Dios. Vivió para dar testimonio de la fe de su padre, Abraham. A la procesión se le representa llevando un garbo de leña.
- Jacob: es el hijo de Isaac y el padre de los jefes de las Doce Tribus de israel.
- "Els blancs": hijos de Jacob y jefes de las Doce tribus de Israel. Van vestidos completamente de blanco imitando a las figuras de estos que rodean la nave central de la iglesia de los Santos Juanes de Valencia. Cada personaje lleva su nombre en la parte inferior del traje en letras doradas. En la mano llevan un bastón blanco, símbolo de poder y de responsabilidad al ser los jefes de las Doce Tribus. Ellos son: Simeón, Judá, Isacar, Aser, Dam, Gad, Neftalí, Benjamín, Rubén, Leví, Zabulón y José.[16]

###### Caudillos de Israel
- Moisés: el elegido por Dios para liberar a su pueblo de la opresión de los egipcios y conducirlo hacia la Tierra Prometida. A él le concedió Dios en aprobación de su alianza, las Tablas de la Ley, atributo que lleva en la procesión.
- Josué: fue el sucesor de Moisés y el encargado de terminar la conquista de Canaán. En una de las batallas paró el sol para ganar. Al terminar distribuyó la tierra entre las Doce Tribus. En la procesión lo encontramos vestido de guerrero y con una espada parando el sol.

###### La tierra de promisión
- "La Parreta": un gran racimo de uva que Caleb y Josué llevaron a Moisés, símbolo de la fertilidad de la Tierra Prometida. Es llevada a hombros y se reparte la uva entre el público asistente a la procesión que se la come mientras contempla la historia de la salvación.

###### Los sacerdotes
- Aarón: hermano de Moisés y primer sumo sacerdote. Ayudó a Moisés en el momento de la liberación del pueblo de Dios de los egipcios.
- Los levitas: eran los encargados de las funciones sacerdotales y de transportar el Arca de la Alianza. Estos son los encargados de transportar en la procesión el Candelabro de los siete brazos, cuyas luminarias debían estar siempre encendidas y colocado ante el Arca en el Templo.
- 'Turiferarios:' hacen la función de incensadores del Arca. Por último llevan el Arca de la Alianza.

###### Profetas
- Los Profetas Mayores: Isaías, Jeremías, Daniel y Ezequiel. Encargados de preparar el camino para la llegada de Jesús.
- Samuel: nombró a David como rey del pueblo escogido.

###### Reyes
- Saúl: primer rey de Israel, desobedeció a Dios y tuvo que ceder la corona a David.
- Jesé: padre de David y familiar lejano de Jesús, no reinó.
- David: fundó su familia en la ciudad donde nació Belén. San José será descendiente de él y por eso tuvo que marcharse hacia Belén para hacer el censo, fue entonces cuando nació Jesús. Restauró el pueblo de Israel y fue el autor de los Salmos.
- Salomón: el hijo de David. Autor del Cantar de los Cantares, donde se hace alusión a la Virgen. También construyó el Templo de Jerusalén.

###### Matronas y Heroínas
- Míriam: era la hermana de Moisés. Autora de un himno de victoria y glorificación anterior al Magnificat.
- Rebeca: fue la esposa de Isaac. Gracias a su sabiduría y perspicacia se considera como un modelo de prudencia.
- Débora: cuarta juez de Israel. Vencedora de la batalla contra el ejército de Sísara.
- Noemí: Después de la muerte de su marido, Elimelek, y sus hijos en Moab, regresa a Belén. Ayudó a que Ruth y Booz se casaran y se convirtió en la enfermera de su hijo.
- Ruth: fue la esposa de Booz y madre de Obeb. Fue la bisabuela del rey David.
- Judit: gracias a su sabiduría y su coraje venció a Holofernes cortándole la cabeza.
- Ester: casada con Assuer, rey del Imperio Persa, salvó de la muerte a la comunidad judía de Persia.

###### Hombres
- Tobías: judío de la tribu de Neftalí y acompañante del Arcángel San Rafael. Curó la vista de su padre de la ceguera con la hiel de un pez y entregó a la joven Sara de la maldición de Asmodeo, el demonio, quemando el hígado y el corazón del pez que había pescado.
- Job: el demonio arruinó su vida para demostrar a Dios que la fe que él tenía solo era por la buena suerte y la fortuna que tenía. El demonio hizo que la vida de Job se viera arruinada perdiendo a sus hijos, el dinero y todo lo que le rodeaba. Job no abandonó a Dios y confió en su justicia, Dios le devolvió todo aquello que el demonio le había quitado y tenga diez hijos.

###### Familia de Jesucristo y la Virgen María
- Zacarías: descendiente de Aarón, sacerdote y marido de Isabel. Se le presentó Arcángel Gabriel para anunciarle que tendría un hijo que se llamaría Juan. Dudó de Ángel porque Isabel era mayor y estéril, de ahí que fue castigado y quedó mudo hasta que Juan fue circundado.
- Santa Isabel: descendiente de Aarón, prima de María de Nazaret, esposa de Sacarías y madre de San Juan Bautista. Cuando a Virgen la visita Isabel exclama: “bendita sois usted entre todas las mujeres y bendito es el fruto de tu vientre Jesús”.
- San José: descendiente de David y esposo de la Virgen María. Desconfió de la Virgen María y de la Anunciación de ésta por el Arcángel Gabriel. Más tarde y en sueños de le apareció a él también el Ángel del Señor y le ayudó a aceptar a María ya su futuro hijo, Jesús, naciendo él en la ciudad de su antecesor David, en Belén. Otro Ángel se le apareció para anunciarle la matanza de Santos Inocentes y le recomendó huir hacia Egipto un tiempo.

##### Nuevo Testamento

###### Doce Apóstoles
Acompañaron a Jesús en los tiempos de predicación, contemplaron la resurrección, junto a la Virgen recibieron al Espíritu Santo en Pentecostés y a ella la vieron dormir y ascender al Reino del Cielo en cuerpo y alma. Durante la Procesión, y con instrumentos de viento, le cantan solemnes cantos a la Virgen María ya la Gloria de Dios como sueño por ejemplo el Virolai de la Virgen de la Salud, Regina Apostolorum ,Salve Regina o In exitu Israel de Egypto entre otros. Están documentados por primera vez en 1836.
- Pedro: con las claves del Reino del Cielo, símbolo de superioridad respecto al resto de los apóstoles.
- Andrés: lo vemos con la cruz aspada, instrumento con el que sufrió el martirio.
- Jaime el mayor: con el borde y la concha, símbolo de peregrinaje compostelano.
- Juan: representado con el cáliz de la última cena y con la que se recogió la sangre del lado de Jesús, ya que él fue el único apóstol que estuvo hasta su muerte con Jesús junto a la Virgen María.
- Felipe: lleva la cruz con la que fue crucificado por no renunciar a su fe.
- Bartolomé: en la mano lleva un cuchillo o una corbella ya que fue martirizado desollándolo.
- Mateo: con la guadaña con la que fue asesinado por la espalda mientras oraba.
- Tomás: la lanza que atravesó su corazón y lo mató por no renunciar a la fe de nuestro Señor es llevada por el apóstol.
- 'Jaime el menor': se le representa con una gran rama, símbolo de poder como Obispo de Jerusalén.
- Simón: la sierra con la que le despedazaron y le hicieron mártir
- Matías: elegido apóstol después de la traición y suicidio de Judas Iscariot. Con la palma, símbolo en ese caso de victoria.
- Judas Tadeo: lleva un bastón, símbolo del instrumento con el que le hicieron mártir.

###### Cuatro Evangelistas
Fueron los escritores de los cuatro libros que componen el Nuevo Testamento. Para la representación e identificación de los cuatro evangelistas dentro de la procesión se utiliza la iconografía del tetramorfo, donde a cada uno de los evangelistas se les representa con un animal o ser. Documentados por primera vez en las fiestas de 1855.
- San Mateo: tiene por símbolo al Ángel, porque su Evangelio comienza haciendo una genealogía de Jesús.
- San Marcos: el león es el animal con el que se identifica, ya que en las primeras líneas de su Evangelio escribe las palabras de Juan el Bautista: "Es la voz de uno que llama al desierto" (Marcos 1,3-4) , esa voz que grita fuerte como la de un león.
- San Lucas: simbolizado por el toro debido a que su Evangelio comienza con el sacrificio que hizo Sacarías a Dios, y el toro es símbolo de sacrificio.
- San Juan: se considera que su evangelio es superior en belleza y sabiduría respecto a los otros tres, el águila simboliza que está por encima de los demás al igual que un águila se eleva con su vuelo.

###### “Cirialots”.
Son los veinticuatro Ancianos del libro del Apocalipsis de San Juan, aunque en la procesión de la Virgen de la Salud sólo salen doce en representación de todos, a diferencia de que en la procesión del Corpus Christi que si salen los veinticuatro. Se llaman popularmente bajo el nombre de Cirialots ya que en sus manos llevan un gran cirio de más de dos metros de altura que está encendido con el mismo fuego que los cirios del anda de la Virgen de la Salud. Documentados desde el año 1842, éste es el único elemento dentro de los personajes bíblicos que sí sale y completa el recorrido de las tres procesiones, a diferencia del resto de los elementos de los personajes Bíblicos. Los ancianos ejercen funciones sacerdotales en la liturgia y rodean a Dios en el Tribunal Celestial y ejercen también su poder real, por esta razón van completamente vestidos de blanco y con las coronas doradas. Simbolizan también la Humanidad glorificada.

###### Santos Patrones
- San Vicente Mártir o "de la Roda": primer mártir en tierras valencianas, patrón de la ciudad de Valencia. Aparece representado en el lado izquierdo de la portalada renacentista de la Basílica Menor de Santiago Apóstol.
- San Vicente Ferrer: patrón de la Comunidad Valenciana, antiguo patrón del Reino de Valencia después de San Miguel. Bajo su advocación encontramos el Convento de San Vicente en la Calle Nou del Convento. También está representado en la portalada de la Basílica Basílica Menor de Santiago Apóstol, en la banda derecha.
- Santiago Apóstol: patrón del pueblo y cabeza de la Basílica Menor y de la antigua Cofradía y Hospital. Preside el frontispicio del templo basilical. Por algemesí también pasa el Camino de Santiago y también lo encontramos el escudo de la ciudad sobre un caballo.
- 'San Onofre:' patrón de nuestra ciudad desde el año 1643, éste tiene una ermita en las afueras del pueblo, ubicado en el margen derecho del antiguo Camino Real. Está también representado en la portalada parroquial a la izquierda de Sant Jaume.
- San Sebastián: nombrado patrón de la ciudad en conmemoración de la Independencia de Algemesí de Alcira. El acta llegó a Algemesí el pasado 20 de enero en la festividad del Santo. A Algemesí se le llama cariñosamente San Sebastián de la Villa, ya que con la independencia Algemesí se convirtió en Villa Real.

###### Símbolos basilicales
Los símbolos basilicales son otorgados por la Santa Sede a aquellas iglesias que han sido dignificadas como Basílicas. Suelen procesionar en las grandes festividades litúrgicas como el Corpus Christi o de los titulares de los respectivos templos basilicales. En su origen fueron símbolos que identificaban al Papa. El Santo y Papa Juan Pablo II declaró Basílica la iglesia de Santiago en 1988. -
- Conopeo: de franjas rojas y doradas era utilizada en origen para prevenir de sombra al Sumo Pontífice, por primera vez por el Papa xativenc Alexandre VI, conocido popularmente como el “Papa Borja”. El de la Basílica de Santiago también lo encontramos decorado con símbolos sacramentales y de Santiago, titular de la iglesia.

- Tintinábulo: simula un pequeño campanario que resuena entre el silencio del cortejo procesonal. Durante la Edad Media tenía la función de anunciar la proximidad del Papa durante las procesiones en Roma.

### Clausura

#### Los “Volants” de laVirgen de la Salud.
Son un grupo de hombres y mujeres con una vestimenta de pajes o doncillos que conforman la guardia real o de honor de su majestad la reina y patrona de Algemesí, la Virgen de la Salud. Se dice que su nombre podría provenir de la función de rodear la imagen de la Virgen María. Su aparición viene dada por ciertos cambios en el anda de la patrona. Hasta la celebración del sexto centenario del hallazgo, en 1847, el anda era llevada bajo palio por los presbíteros. En 1851 y como afirma Joan Segura de Lago, se sustituyeron los farolillos del anda, haciendo que aumenta el peso de ésta y que los presbíteros no pudieran soportar el peso durante las procesiones. Se pactó para que algunos algemesinenses se revistieron con el amanecer y la dalmática y así llevar el anda toda la procesión sin problemas de peso y cansancio. A partir de 1852 empezó la costumbre de que los algemesinenses que habían participado en el centenario fueran los portadores de las andas de la patrona vestidos con uniformes de soldados de la época de los Austrias, siendo los únicos portadores hasta 1935.
Se intentaron recuperar en 1961 pero no fue hasta 1985 que la idea se consolidó y un número de jóvenes con vestidos renacentistas, que recordaban de lejos a los antiguos, adquiridos en la Casa Insa volvieron a salir a la procesión y desde aquél año no han vuelto a desaparecer, consolidándose en 1989 haciéndose vestidos propios. La antigua indumentaria recordaba a la de pajes. En la parte inferior pantalones cortos listados y en la superior un gipón de paneta orlada, ajustado a la cintura por un ceñidor sobre el que iba un chaleco. Sobresalían las mangueras superpuestas de encajes y puntas, completando el traje la capa a la que se superponía de otra. Actualmente la indumentaria que lucen ha sufrido grandes cambios, de hecho ahora lucen a la moda del siglo XVI con un pantalón bombacho de terciopelo rojo y cintas de raso blanco con pasamanería de oro, una camisa blanca y una capa a combinación del pantalón que se puede llevar al hombro derecho o izquierdo dependiendo en qué hombro llevas el barrote del anda. Llevan botines negros y bragas blancas caladas. En su origen sólo quien podía pagar el costoso traje podía llevar el anda, era todo un privilegio que con el paso del tiempo se ha perdido.

#### Las andas de laVirgen de la Salud.
Las primeras noticias que tenemos de las procesiones de septiembre nos narran que la imagen de la patrona era llevada en un anda bajo palio llevada exclusivamente por cuatro curas. En 1843 se financiaron nuevas farolas para el anda después del nombramiento a todos los hijos del pueblo como mayorales de la fiesta. En 1844 el peso de las farolas había provocado que se hubiesen de contratar otros cuatro curas para poder llevar el anda, un total de ocho, este hecho acabó desembocando en la creación de los Volantes en 1852. No fue hasta 1886 que se hizo una nueva anda, de estilo neogótico. Esta nueva anda era cuadrada teniendo en cada ángulo el juego de farolas de 1842. Era completamente dorada con cuatro barrotes (dos delanteros y dos en la banda de atrás), con un templete octogonal en el centro, teniendo en cada lado de éste uno arco apuntado, cerrando los vértices del octágono unos pináculos que ayudaban a distribuir el peso de la talla. Sobre el templete se ubicaba el tamaño de la Virgen.

#### Presidencias.
En primer lugar detrás del anda encontramos la presidencia eclesiástica o "Doma Prelacial", donde encontramos a los curas y religiosos de nuestro pueblo e invitados.
En segundo lugar encontramos los festeros de los cuatro barrios. En la Procesión de las promesas tan sólo acompañan al anda los festeros del barrio organizador. En la Procesoneta de la mañana este puesto lo ocupan los miembros delPatronato de la Fiesta. En cuanto a la Procesión de Bóveda General el lugar es ocupado por los festeros de cada barrio en las calles de la Bóveda que pertenecen a su barrio.
En tercer y último lugar encontramos la presidencia civil donde precedido por dos maceros, con gramallas forales y las mazas de la antigua Villa de plata, encontramos quienes forman parte del Excelentísimo Ayuntamiento de Algemesí escuchados por miembros de la Policía Municipal vestidos de gala.

#### Sociedad Musical de Algemesí.
Cierra la procesión la Sociedad Musical de Santa Cecilia de Algemesí que interpreta marchas procesionales.
Es muy destacable el tema musical, habiéndose conservado numerosas melodías tradicionales, debido a que para la pervivencia de las danzas, era necesaria la música de la dulzaina y el tamboril, y por ellas, se propició la recuperación de esta música e instrumentos tradicionales con la creación en 1974 de la Escola valenciana de tabal i dolçaina, momento en el cual estaban desapareciendo los dolçainers. Entre las melodías más características está la canción de la muixeranga, la cual ha sido reivindicada por algunos sectores nacionalistas, representados por la figura de Joan Fuster entre otros, como himno valenciano.
Los bailes de los Arquets y de la Carxofa solo cuentan con una melodía, la cual comparten debido a su origen común. La música de esta melodía se compone de dos partes iguales, cada una de las cuales se divide en dos frases musicales, separadas por un silencio. En la primera parte se trenza, y en la segunda parte se destrenza, acabando el baile cuando están libres; entonces, siguiendo la melodía, las danzantes giran sobre sí mismas y acaban mirando al interior del círculo.
El baile de las Pastoretes cuenta con cuatro tocatas de dulzaina, cada una de ellas con su coreografía. La más característica es la llamada “Marcha Real”, porque al final se interpreta ésta.
El baile de los Bastonets cuenta con dieciocho tocatas, cada una con su evolución diferente. Las tocatas que se ejecutan son La Corredora, Dos Quinze, Mambrú, La Gallega, El Paco, La Queta, L'U, Tres Colpets, L'Ampla, Defensa de Planxa, Set i Deneu, La Figuera, El Bolero y La de Planxa. Además de estas tocatas también se conserva la música, aunque no los bailes, de la La Cacería, El Negrito y El Negret.
El baile del Bolero es el único que no se baila al son de la dulzaina y el tamboril, puesto que esta música está interpretada por la sección de viento de banda, así como por las castañuelas de los bailarines. Este baile es el conocido en Valencia como el "Bolero loco" o "Llís", el cual es una adaptación del “Bolero Robado”, “Liso” o "Bolero Mallorquí."
Finalmente, el baile de los Tornejants se acompaña solo con un tambor, el “timbal”, de medio metro de altura y unos cuarenta centímetros de diámetro. La Danza tiene tres cuadros: el Paje, Les Floretes y La Fuga.